# Distretto di Jiangbei
Il distretto di Jiangbei (江北区S) è un distretto della Cina, situato nella provincia dello Zhejiang.